# Reims
Reims je zgodovinsko mesto in občina v severni francoski regiji Šampanja-Ardeni (danes večja regija Grand Est), podprefektura departmaja Marne. Leta 2021 je mesto imelo 181.000 prebivalcev, kar je več 1000 manj kot pred 20 leti. 

## Zgodovina
Leta 80 pr. n. št. je keltsko pleme Remov na tem ozemlju zgradilo oppidum. Reims se omenja v Cezarjevih komentarjih kot Durocortorum. Med napredovanjem rimske vojske so Remi zavrnili zvezo z Belgi in za zaveznike izbrali Rimljane, s čimer so si zagotovili naklonjenost zavojevalcev. Durocortorum je bil uvrščen v seznam zavezniških mest, kar je zanj pomenilo neodvisnost.
Krščanstvo se je v kraju uveljavilo sredi 3. stoletja, v tem obdobju je bila ustanovljena tudi Reimska nadškofija. Konzul Jovinus, vpliven podpornik nove vere, je zavrnil barbare ob njihovih vdorih v Šampanjo leta 336. Leta 406 so mesto zavzeli Vandali, njegovega škofa svetega Nikasija pa ubili. Kasneje je mesto pokoril hunski poglavar Atila.
Leta 496 – deset let po tem, ko je Klodvik I., kralj Salijskih Frankov, zmagal v Soissonsu – ga je krstil Remigij, reimski škof, z oljem iz svete steklenice - domnevno prinesene z neba golobom za Klodvikov krst in kasneje shranjena v opatiji Saint-Remi. Skozi stoletja je ta dogodek ob kronanju Klodvika I. postal simbol, uporabljen pri monarhiji za terjatev od Boga dane pravice do vladanja.
V Reimsu sta se srečala papež Štefan II. in Pipin Mali, papež Leon III. in Karel Veliki; tukaj je papež Štefan IV. kronal Ludvika Pobožnega. Francoski kralj Ludvik IV. je v letu 940 predal kraj in grofijo nadškofu Artaldu. Ludvik VII. je podelil plemiški naziv vojvode Viljemu Belorokem, nadškofu od leta 1176 do 1202.
V 10. stoletju je Reims postal središče duhovne kulture, nadškof Adalberon je ustanavljal šole, v katerih so se učili »svobodomiselne umetnosti«. Adalberon je bil tudi med prvimi tvorci revolucije, ki je postavila Kapetinge na oblast in zamenjala Karolinge.
Najpomembnejša prednost nadškofov je bila posvetitev oz. maziljenje francoskih kraljev – privilegij, ki je pripadal Reimsu in nadškofom (razen v nekaj izjemah), v času od kralja Filipa II. Avgusta (vladal od 1180–1223) še vse do Karla X. (maziljen 1825). Ludvik XII. je  mestni komuni ustanovno listino oz. mestne pravice podelil leta 1139. Sporazum v Troyesu (1420) je mesto dodelil Angliji, ki si ga je hotela prisvojiti že med njegovim obleganjem leta 1360. S prihodom Ivane Orleanske so bili Angleži pregnani iz mesta, njen vpliv pa je leta 1429 pripomogel h kronanju Karla VII. v Reimski stolnici. Upor v Reimsu je leta 1461 nastal zaradi davka na sol, upor je kruto zadušil Ludvik XI. Leta 1585 je bilo mesto na strani Katoliške lige, po bitki pri Ivryju (1590) pa je bilo podvrženo Henriku IV.
V invaziji Šeste koalicije leta 1814 so zavezniške vojske izgubile in nato kasneje ponovno zajele Reims; med francosko-prusko vojno (1870–1871) so zmagoviti Nemci v Reimsu postavili sedež generalnega guvernerja.
Leta 1909 je Reims gostil prvo mednarodno letalsko razstavo, na kateri so sodelovali tudi letalski pionirji Glenn Curtiss, Louis Blériot in Louis Paulhan.
Med prvo svetovno vojno je bilo mesto močno poškodovano, vključno s stolnico. Cerkev je bila ponovno zgrajena iz ruševin v 40. letih, prav tako tudi ostale pomembnejše zgradbe v mestu.
V času druge svetovne vojne je utrpel še nekaj dodatne škode. V Reimsu je 7. maja 1945 general Eisenhower prejel brezpogojno vdajo Wehrmachta. Vdajo je na Vrhovnem štabu zavezniških sil podpisal nemški vodja osebja general Alfred Jodl kot predstavnik Karla Dönitza.

## Geografija
Mesto leži na ravnini ob reki Vesle in kanalu, ki povezuje reki Aisne in Marno. Južno in zahodno od njega se vzdiguje gozdnato Reimsko gričevje.
S skoraj 200.000 prebivalci je Reims daleč največje mesto v regiji in dvanajsto po vrsti v Franciji.

## Administracija
Reims je sedež desetih kantonov:
- Kanton Reims-1 (del občine Reims, občine Ormes, Thillois, Tinqueux),
- Kanton Reims-2 (del občine Reims),
- Kanton Reims-3 (del občine Reims),
- Kanton Reims-4 (del občine Reims, občina Bétheny),
- Kanton Reims-5 (del občine Reims, občina Bezannes),
- Kanton Reims-6 (del občine Reims),
- Kanton Reims-7 (del občine Reims, občine Cormontreuil, Saint-Léonard, Taissy, Trois-Puits),
- Kanton Reims-8 (del občine Reims, občini Champigny, Saint-Brice-Courcelles),
- Kanton Reims-9 (del občine Reims),
- Kanton Reims-10 (del občine Reims).

Mesto je prav tako sedež okrožja, v katerega so poleg njegovih vključeni še kantoni Beine-Nauroy, Bourgogne, Châtillon-sur-Marne, Fismes, Verzy in Ville-en-Tardenois z 291.933 prebivalci.

## Znamenitosti
Rimski ostanki
- - Porte de Mars (slavolok zmage),
  - rimski mozaik 35-ih medaljonov, ki predstavljajo živali in gladiatorje,
  - keltsko-rimski sarkofag, ohranjen v arheološkem muzeju v opatiji Sv. Remija;
- Stolnica Naše gospe (francosko Cathédrale Notre-Dame de Reims); v njej je bila kronana večina francoskih kraljev. Leta 1991 je bila skupaj z opatijo saint Remi in palačo Tau dodana na seznam Unescove  svetovne kulturne dediščine.
- Palača Tau; nadškofijska palača je bila ob njihovem kronanju rezidenca francoskih kraljev. V salonu (salle du Tau), kjer je potekal kraljevski banket, je ogromen kamnit dimnik iz 15. stoletja. Kapelica nadškofijske palače je sestavljena iz dveh nadstropij, od katerih zgornji del (od leta 2009) služi za bogoslužje. Tako kapelica kot Salle du Tau imata okrasne tapiserije iz 17. stoletja, znane kot tapiserije Perpersack, po flamskem tkalcu. Palača je bila odprta za javnost leta 1972 kot muzej, ki je vseboval eksponate, kot so kipi, ki so jih prej razstavljeni v stolnici, zakladi stolnice iz preteklih stoletij in kraljeve obleke iz kronanja francoskih kraljev.
- Opatija svetega Remigija, imenovana po svetem Remigiju iz Reimsa, mestnemu zavetniku od 5. stoletja dalje. K njej je priključena pomembna opatija (današnja opatijska stavba je iz 17. in 18. stoletja), nekdaj znana kot Kraljeva opatija svetega Remigija.

Bazilika Svetega Remigija sega v 11., 12., 13. in 15. stoletje. Večina gradnje cerkve je bila dokončana v 11. stoletju, kasneje pa je bila dopolnjena. Ladja in transepti, gotski v slogu, izvirajo pretežno od najstarejših, fasada južnega transepta iz najnovejših obdobij, kapela iz 12. in 13. stoletja. V 17. in 19. stoletju so se pojavljale nove podobe. Stavbo je močno prizadela prva svetovna vojna, natančna restavratorska dela arhitekta Henrija Deneuxa pa so jo v naslednjih 40 letih obnovila iz ruševin. Od leta 2009 ostaja sedež aktivne katoliške župnije, ki redno opravlja bogoslužje in pozdravlja romarje. Od leta 1841 je razvrščena kot zgodovinski spomenik in je eden od vrhuncev zgodovine umetnosti in zgodovine Francije.
V baziliki je pokopanih več kraljevskih in nadškofijskih osebnosti, vendar v neznanih grobovih. To so:
- Karlman I., Frankovski kralj (751–771; vladal je 768–771), brat Karla Velikega
- Kraljica Frederonne (umrla 917), žena Karla III. (879–929)
- Gerberga Saška (910–984), žena Ludvika IV. (kralj zahodne Frankovske od 936 do 954)
- Henrik Orléanski (umrl okoli 1653)
- Lotar Francoski, (941–986), kralj zahodne Frankovske od 954 do 986
- Ludvik IV. (kralj zahodne Frankovske od 936 do 954)

ulice in trgi
- - Place du Parvis,
  - Place Royale, s kipom Ludvika XV.
  - Place Cardinal-Luçon, s kipom Ivane Orleanske,
  - Rue de Vesle, glavna ulica,
  - Place Drouet d'Erlon.

## Vino
Reims, skupaj z Épernay in Ay, deluje kot eden od centrov proizvodnje šampanjca. Številne največje hiše za proizvodnjo šampanjca, znane kot les grandes marques, imajo sedež v Reimsu in so odprte za degustacije in izlete. Šampanjec se stara v številnih jamah in predorih pod Reimsom in tvorijo nekakšen labirint pod mestom. Nekateri od teh odlomkov izvirajo iz rimskih časov.

## Šport
Med letoma 1925 in 1969 je Reims na dirkališču Reims-Gueux gostil znano avtomobilistično dirko Grand Prix de la Marne, ki je enajstkrat štela tudi za Veliko nagrado Francije.

## Pobratena mesta
| - Firence, Italija (1954) - Brazzaville, Republika Kongo (1961) - Canterbury, Združeno kraljestvo (1962) - Salzburg, Avstrija (1964) - Aachen, Nemčija (1967) - Arlington County, Virginia, ZDA (2005) - Kutná Hora, Češka (2008) - Nagoja, Japonska (2017) |